# Passe (corrida)
Pour les articles homonymes, voir Passe.

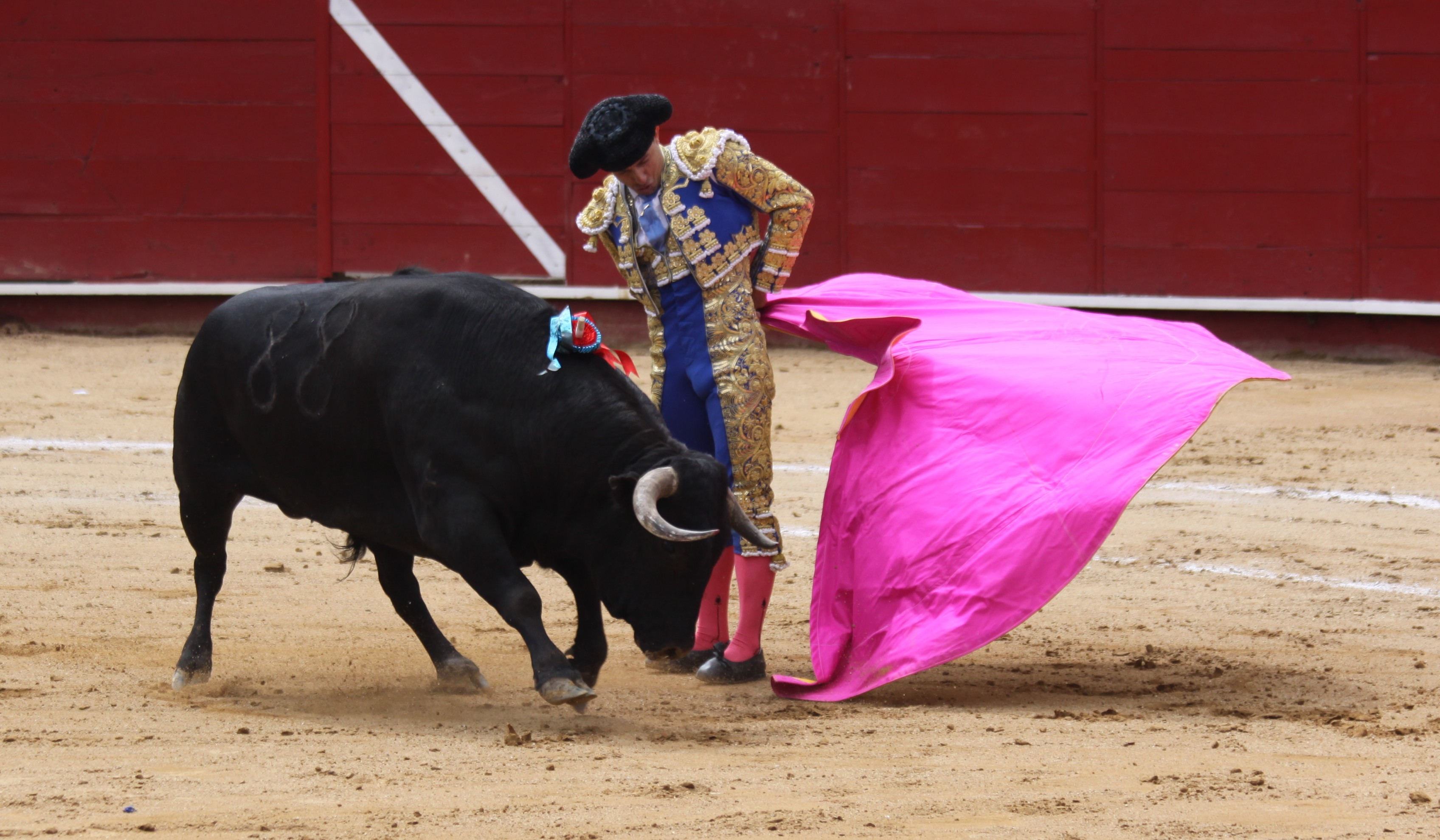
Rafaelillo réalisant une rebolera

La passe est, pour un torero à pied, l'action d'appeler le taureau sur un leurre, capote ou muleta, de le faire courir et passer le long de son corps. En France, le mot passe désigne toute figure exécutée avec ce leurre, qu'il s'agisse de cape ou de muleta. 
En France on qualifie de « passe » les figures exécutées indifféremment avec la cape ou avec la muleta. En Espagne, le mot pase (« passe ») désigne uniquement les figures où le torero utilise la muleta, et lance ou pase de capote celles où il se sert de la cape.  

## Les passes de cape
Il existe une très grande variété de passes de cape répertoriées dans la plupart des traités de tauromachie, parfois avec des illustrations très précises. On compte environ une trentaine de passes de cape .
Elles sont réalisées lors du premier tercio, à la sortie du taureau du toril, par le matador ou ses peones, afin d'en étudier le comportement. Les passes de muleta, sont effectuées au cours de la faena, c'est-à-dire le troisième tercio, par le matador pour préparer le taureau à sa mise à mort. Ces passes se sont multipliées au cours des XIXe, et XXe siècle, à mesure que progressait la notion de « corrida moderne ». Elles portent souvent le nom de leur inventeur ou de celui qui a repris à son compte la figure inventée, comme la manoletina attribuée à « Manolete », alors que son inventeur serait un torero mexicain, ou comme la chicuelina attribuée à « Chicuelo » et qui valut des triomphes à Manolo Bienvenida, « Cagancho » ou encore Paco Camino.

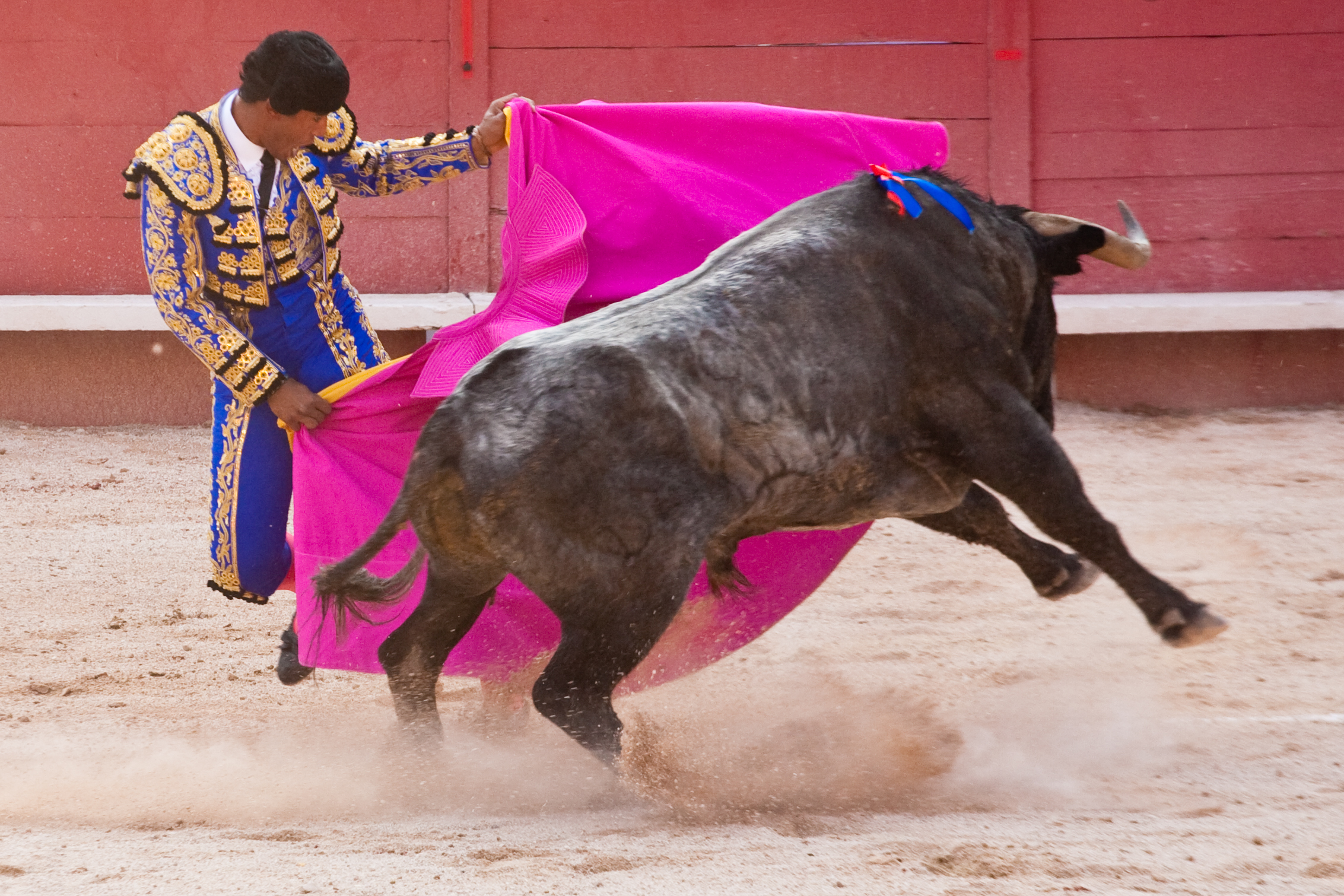
Passe de cape aux arènes d'Arles

Ces figures n'ont pas qu'une fonction décorative, elles sont indispensables pour la compréhension du taureau et de ses réactions, ainsi que pour juger de la maitrise du matador. Toréer, c'est en effet faire « passer le toro » en le tirant, en allongeant le bras, en « courant la main », en fléchissant la ceinture. Pour un bon torero, le travail de cape se mesure à sa lenteur, à sa faculté de ne pas reculer devant le taureau, de ne pas lâcher l'étoffe, d'élargir son geste et de donner la sortie vers la droite.
La passe de cape plus fréquente, la plus simple et généralement considérée comme la plus belle, est la véronique (espagnol : veronica) dans laquelle le torero présente le capote tenu à deux mains, face au taureau, en faisant un geste similaire à celui que, selon l'imagerie traditionnelle, fit sainte Véronique en essuyant le visage du Christ en route pour le Calvaire. Au XIXe siècle, les nouveaux matadors inventèrent toujours de nouvelles figures auxquelles on n'a pas encore donné de nom, tel Sébastien Castella qui a établi avec Extravagante toro d'Alcurrucén, un « étonnant accord harmonique avec des volutes à Arles » ou « El Juli ».

## Les  passes de muleta

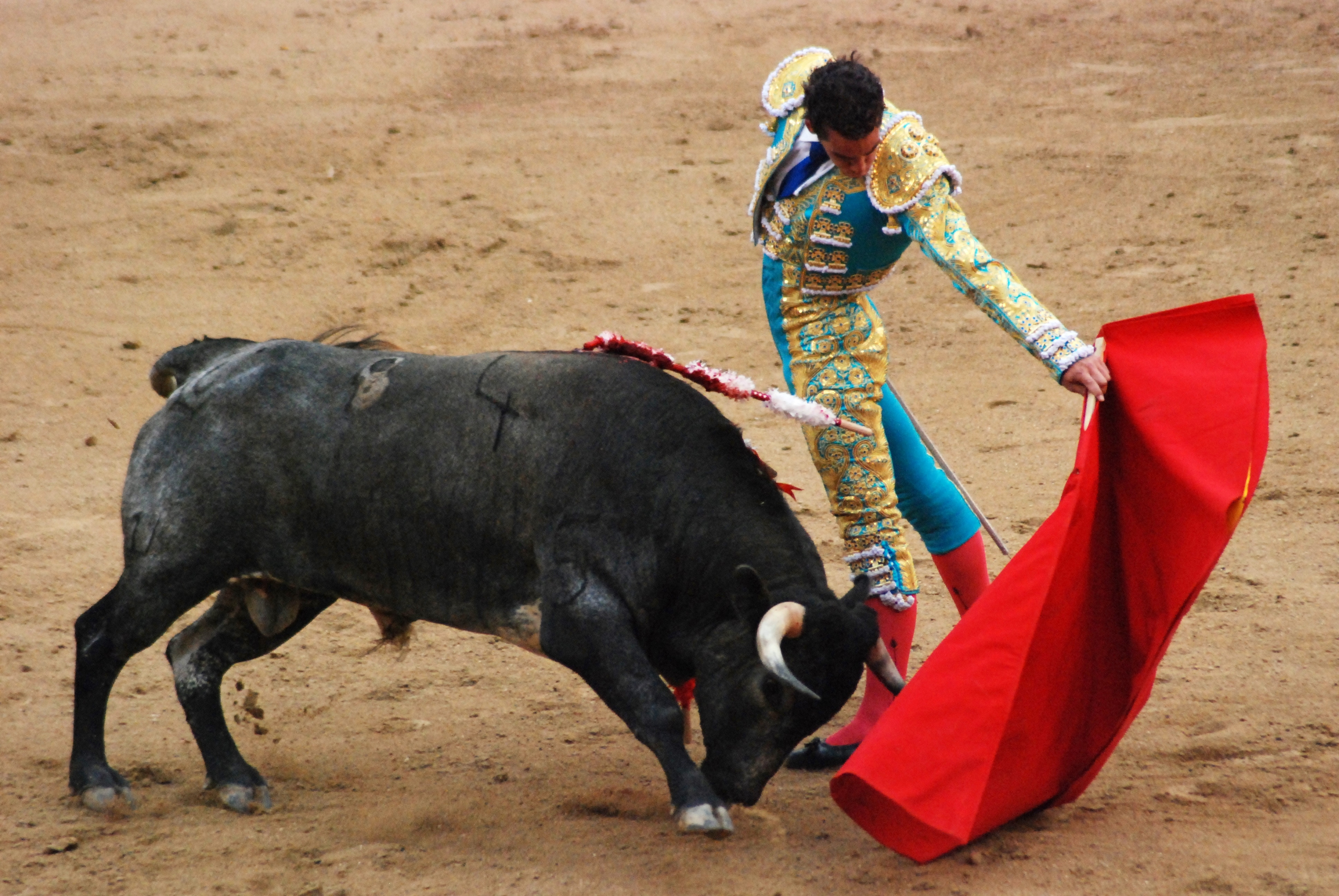
Passe de muleta effectuée aux arènes de Las Ventas de Madrid

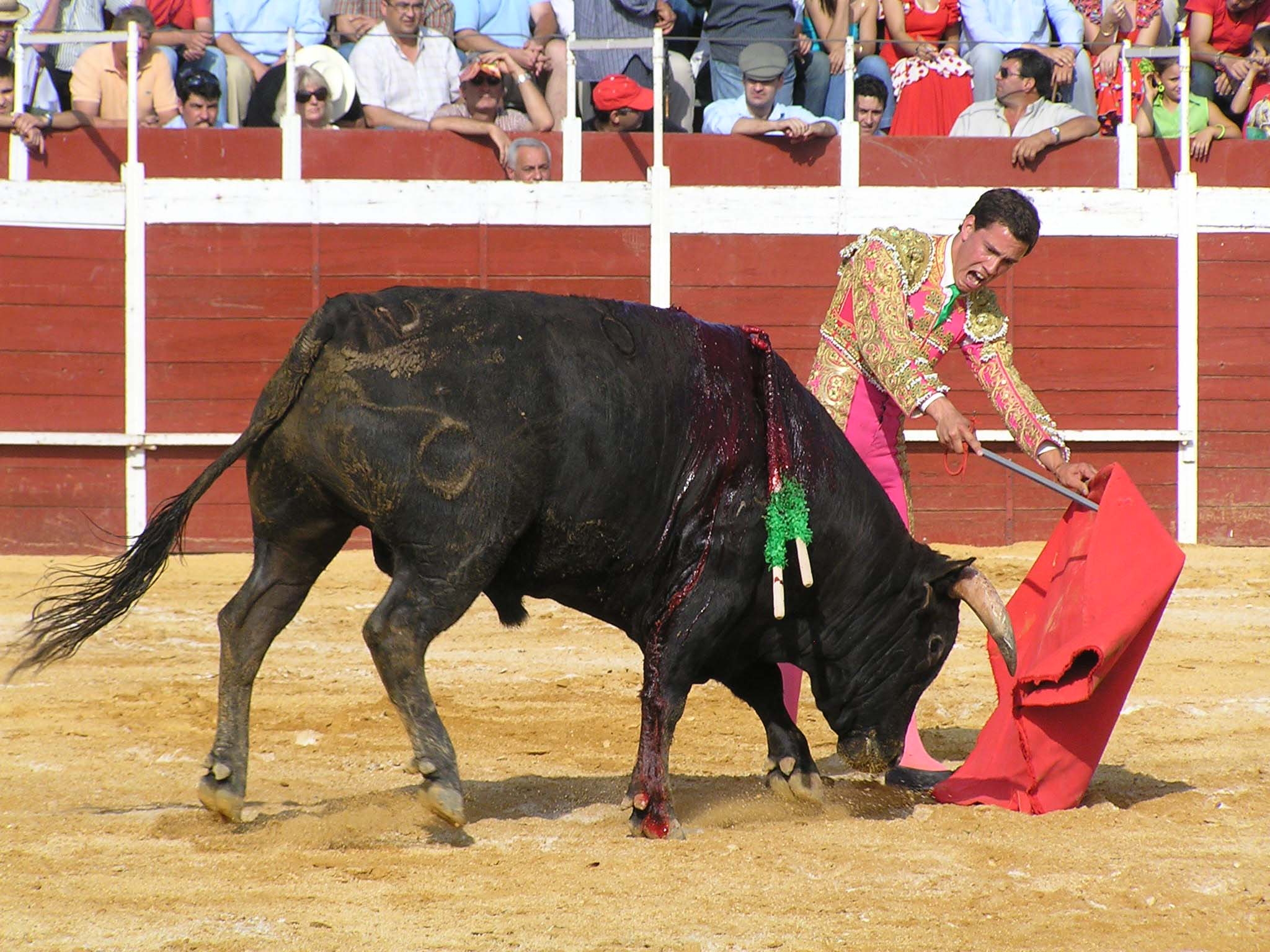
Passe de muleta aidée, arènes d'Alcalá la Real

À l'origine, la faena de muleta se limitait à quatre ou cinq passes ; aujourd'hui, le matador qui en ferait si peu déclencherait une énorme bronca. Tout comme celles de cape, les passes de muleta sont innombrables. « Les passes de muleta sont, pour les toreros, le moyen d'exprimer leur dextérité, leur grâce et leur personnalité dans un nombre croissant de passes dont la liste n'est jamais close, la variété de suertes étant plus grande avec la muleta qu'avec la cape». Les deux principales sont :
- La « naturelle » (espagnol : natural) : la muleta est tenue dans la main gauche, le taureau chargeant depuis la droite du matador ;
- Le « derechazo» (espagnol « de la droite ») : la muleta est tenue dans la main droite et agrandie à l'aide de l'épée tenue elle aussi dans la main droite, le taureau arrivant de la gauche du matador. C'est donc, en quelque sorte, une « naturelle à l'envers » ;

Les passes de muleta, comme les passes de capes sont également répertoriées dans la plupart des traités de tauromachie, il y en a un peu plus de trente, pour le moment.

## Passe commune
Le remate  est une passe de muleta ou de cape, qui termine une série. Le mot remate signifie en espagnol terminaison, achèvement, couronnement. Elle apparaît sous de nombreuses formes et constitue un adorno (décoration fioriture) .